# Guittard Chocolate Company
La Guittard Chocolate Company és una empresa xocolatera nord-americana familiar que produeix xocolata de cobertura, utilitzant fórmules originals i mètodes tradicionals francesos. L'empresa té la seu a Burlingame, Califòrnia. És l'empresa de xocolata familiar més antiga dels Estats Units, des de fa més de quatre generacions. L'altra gran empresa de xocolata de qualitat de San Francisco, coetània de Guittard i amb una història paral·lela, és Ghirardelli, però aquesta pertany ara a la multinacional suïssa Lindt & Sprüngli.

## Història
Guittard va ser fundada per Etienne "Eddy" Guittard (1838–1899), que va emigrar als Estats Units des de Lió, França, a la dècada de 1850 durant la febre de l'or de Califòrnia. A l'equipatge hi duia bombons de xocolata francesos, que en arribar va bescanviar per subministraments per fer les prospeccions d'or. Després d'intentar sense èxit durant tres anys de trobar or a Sierra Nevada (Califòrnia i Nevada), va tornar a San Francisco, on els botiguers amb qui abans havia intercanviat la seva xocolata el van convèncer per convertir-se en xocolater.
Va tornar a París i va estalviar diners per comprar l'equip que necessitava per a la fabricació, abans de tornar a San Francisco i obrir el seu negoci al 405 de Sansome Street, llavors prop del passeig marítim. A l'inici també venia articles com te, cafè i espècies, a més de la seva xocolata.
Horace C. Guittard, fill d'Étienne, era el responsable de l'empresa quan el terratrèmol de San Francisco de 1906 va destruir la ciutat. Arran del desastre, va construir una nova planta al carrer Commercial. L'empresa va anar a més i es va expandir el 1921 i el 1936 en unes finques a Main Street, al sud de Market Street. El 1954, Guittard va vendre la seva propietat a la ciutat perquè es pogués construir l'Embarcadero Freeway, al nord-est de la ciutat, davant d'Oakland. L'empresa es va traslladar a una factoria de 7.000 m2 a la cantonada dels carrers Guittard i Rollins a Burlingame, Califòrnia, al sud de San Francisco, on encara hi té la seu actualment.
L'actual president de l'empresa, Gary Guittard, va començar a treballar a temps complet a l'empresa el 1975. Va substituir el seu pare Horace A. Guittard el 1989, convertint-se llavors en president i conseller delegat.

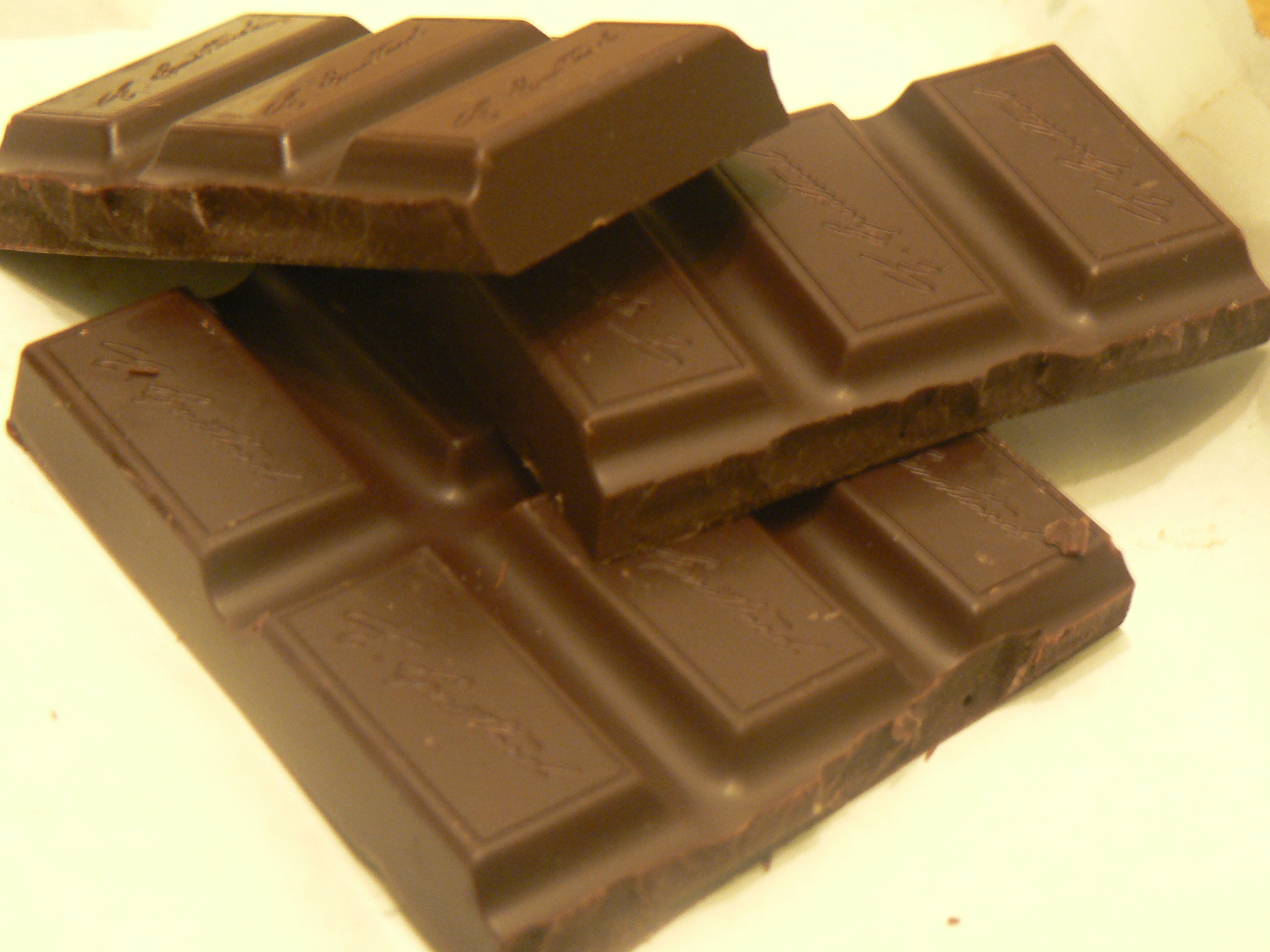
Trossos de teula de xocolata agredolça Guittard

## Productes
L'empresa produeix cacau, xarop de xocolata, boletes i ous de xocolata amb llet, encenalls de xocolata, així com boletes i neules de menta. El 85% dels clients de Guittard són professionals de la indústria alimentària, mentre que el 15% restant són pastissers. Els clients inclouen See's Candies, Kellogg's, Baskin-Robbins, Recchiuti Confections, Garrison Confections i Williams Sonoma. L'empresa també ven directament a xefs recneguts com Donald Wressel i recentment ha desenvolupat una varietat de barres de xocolata dissenyades específicament per a pastissers aficionats, un mercat a l'alça.